# Петрелла-Тіферніна
Петрелла-Тіферніна (італ. Petrella Tifernina) — муніципалітет в Італії, у регіоні Молізе, провінція Кампобассо.
Петрелла-Тіферніна розташована на відстані близько 185 км на схід від Рима, 14 км на північ від Кампобассо.
Населення — 1197 осіб (2014).

## Демографія
Населення за роками:

Станом на 1 січня 2023 року в муніципалітеті офіційно проживало 15 іноземців з 7 країн, серед них 4 громадяни країн Євросоюзу та 2 громадяни України.

## Сусідні муніципалітети
- Кастелліно-дель-Біферно
- Лімозано
- Лучито
- Матриче
- Монтагано